# Villa Médicis (Buti)
Ne doit pas être confondu avec Villa Médicis.
La Villa Médicis de Buti (en italien : Villa medicea di Buti) est situé dans la partie la plus ancienne de la commune de Buti dans la province de Pise en Toscane,.

## Historique
Ella a été construite vers le XVIe siècle sur les ruines d'une ancienne forteresse du IXe siècle.
La ferme de Cascine di Buti, appartenant à la maison de Médicis, possédait en 1556, dans la partie la plus élevée du château de Buti (aujourd'hui appelé Château Tonini), une tour et une maison réservées aux administrateurs du grand-duché de Toscane. La résidence prit le nom de « Palazzo Petracchi » (même les armoiries au-dessus de la porte d'entrée font référence à cette famille florentine). Malheureusement, à cause d'un malheur qui frappa cette famille, la villa fut abandonnée et peu après louée en fermage à Giovanni Mattia Berti.
Ce n'est qu'en 1706 que Berti réussit à l'acheter et à partir de ce moment il devint le Palazzo dei Berti. Finalement, en 1767, un fils de la famille Berti vendit ce palais à Santi Banti ; on lui doit le mérite d'avoir fait peindre tout le palais à fresque par le peintre florentin Pietro Giarrè. A cette époque, la villa se voit confier la tâche de représenter le prestige économique et social du nouveau propriétaire, devenant ainsi Villa Delizia.
Après Santi Banti, la famille Danielli et la famille Spigai (actuels propriétaires) suivront dans l'achat de la villa. Aujourd'hui la villa est louée pour des cérémonies, des conférences et des événements divers. Elle est protégée par les « Beaux-Arts », fait partie de l'Association des Maisons Historiques Italiennes et peut être visitée sur rendez-vous.

## Galerie

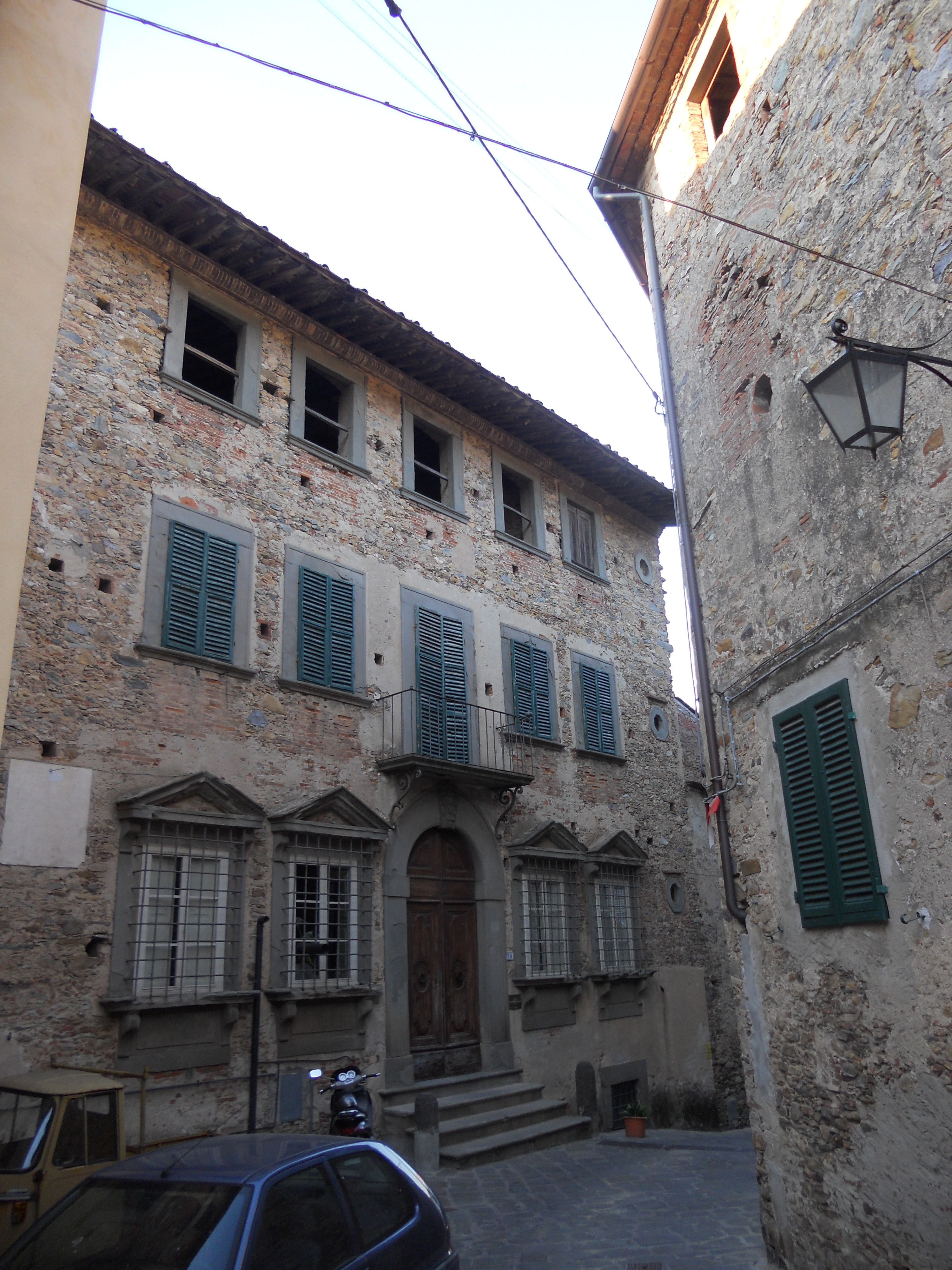
La façade avant.
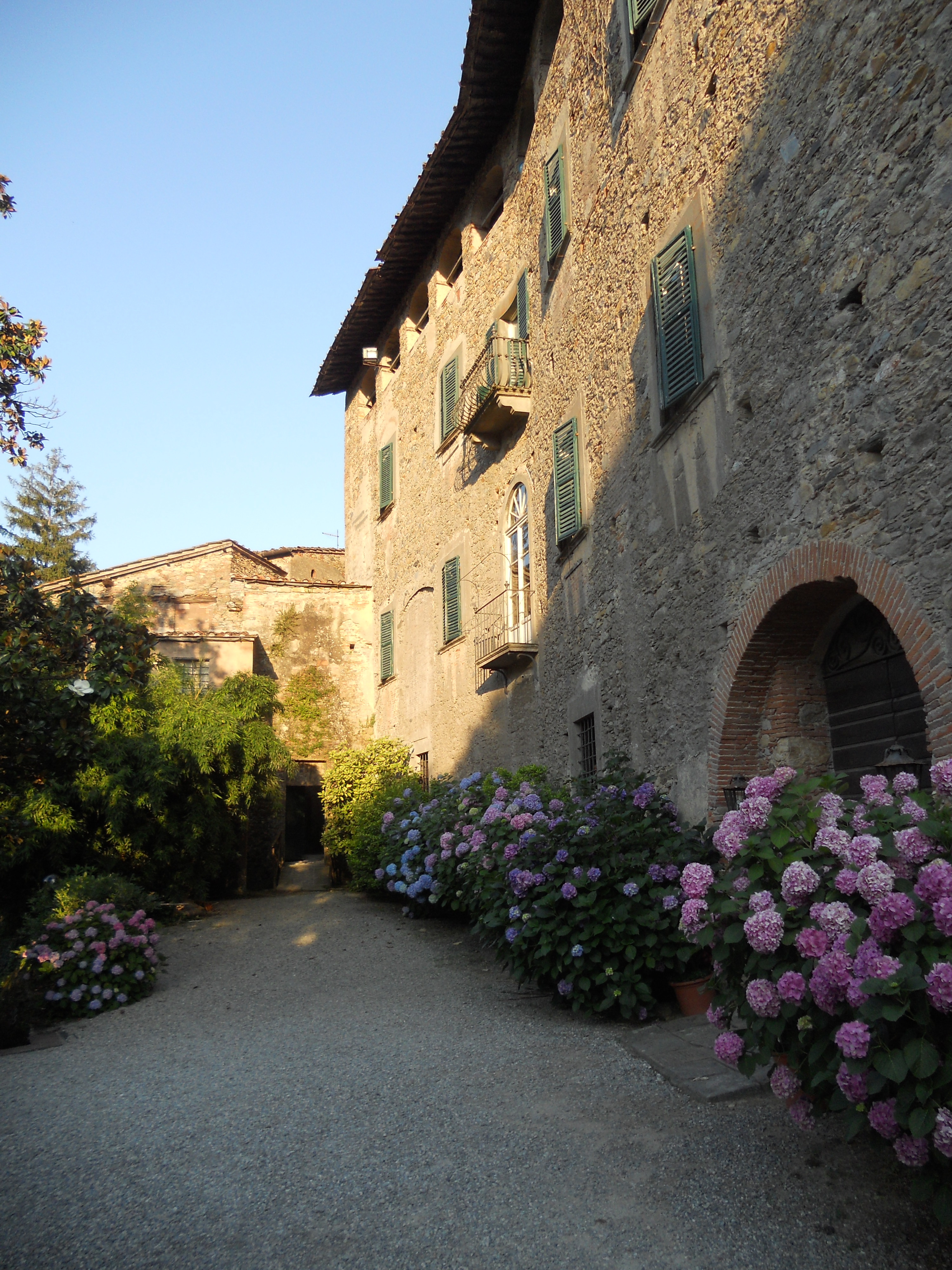
La façade arrière.
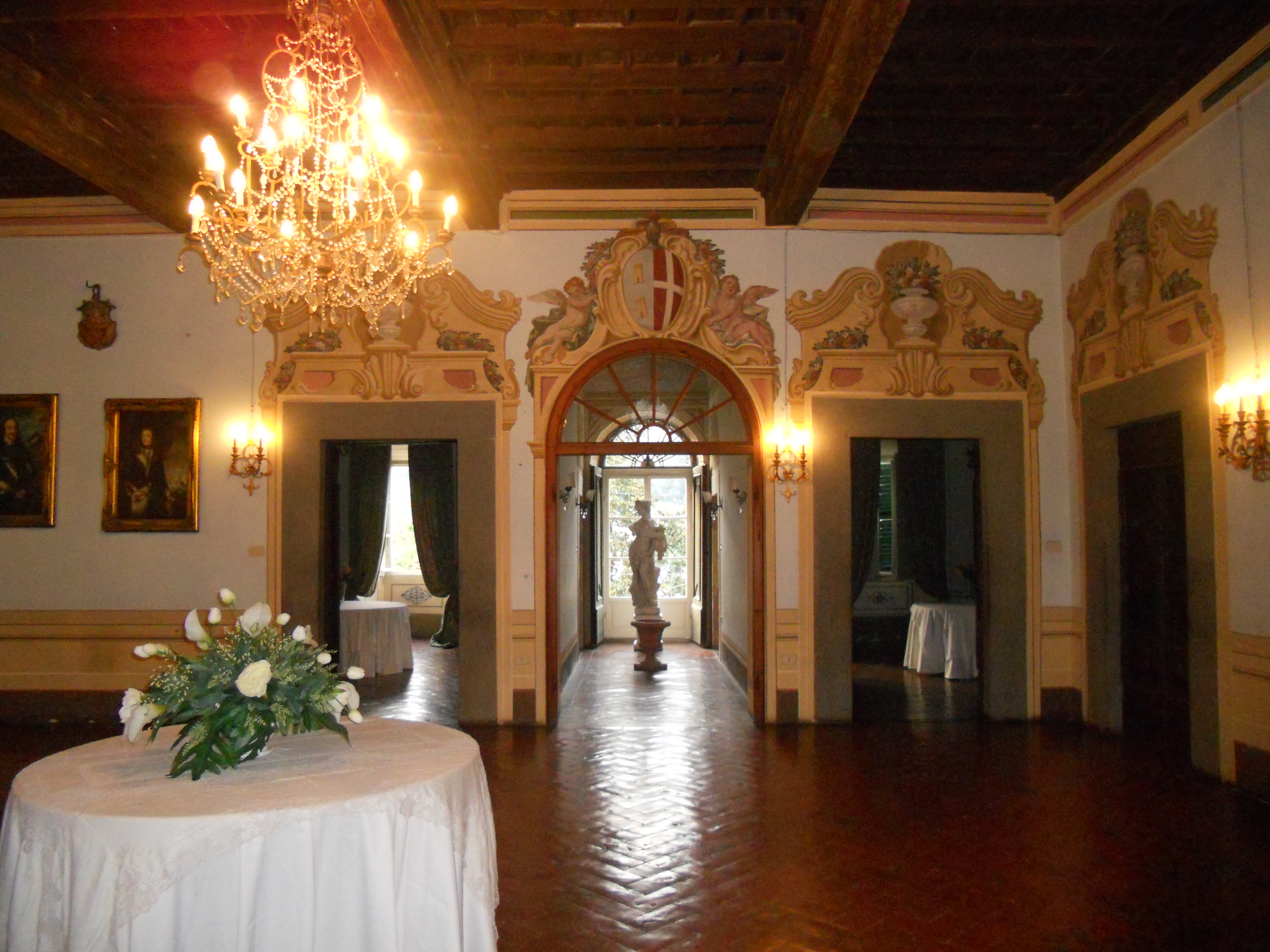
Un salon.
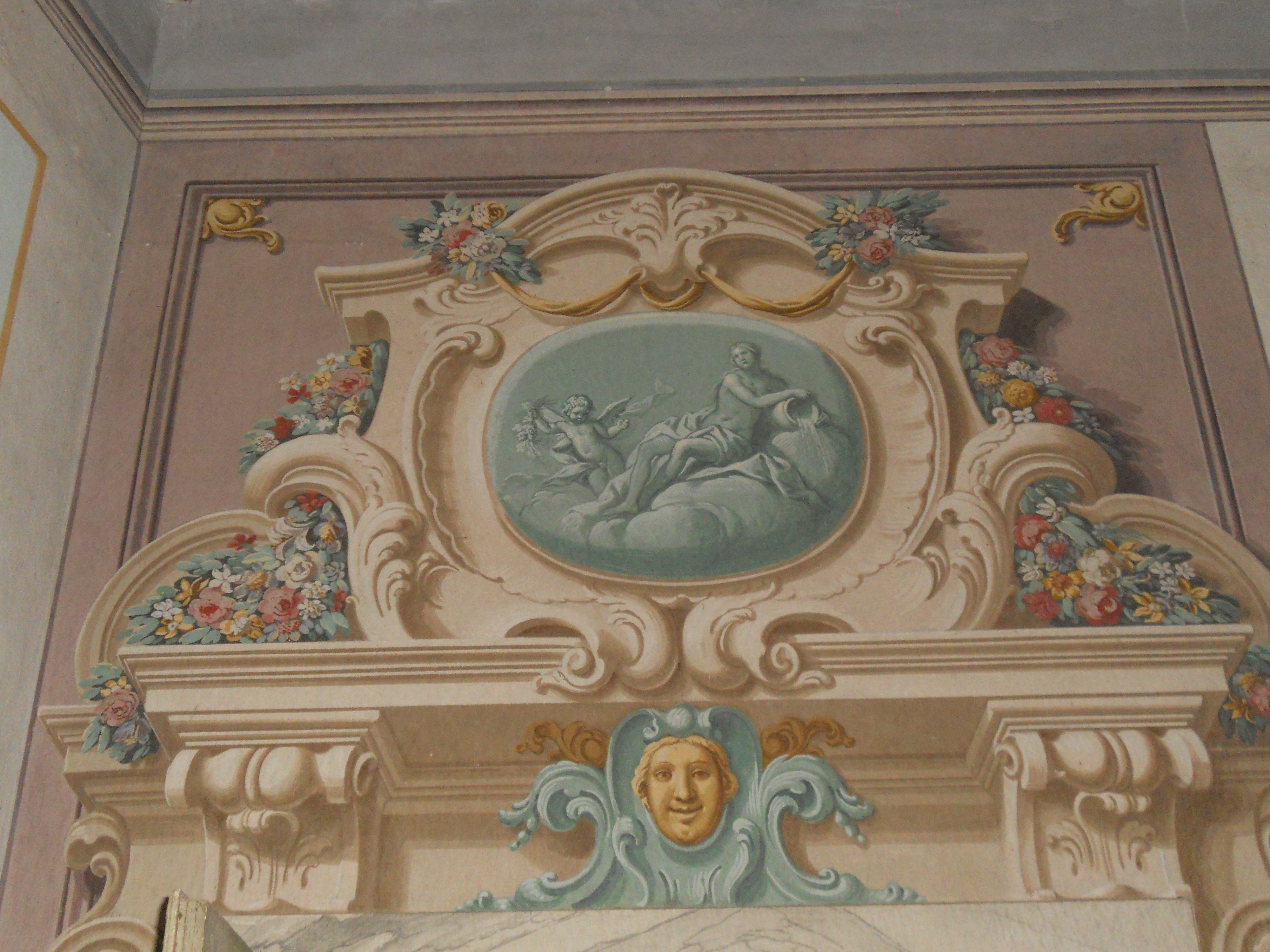
Décoration intérieure.
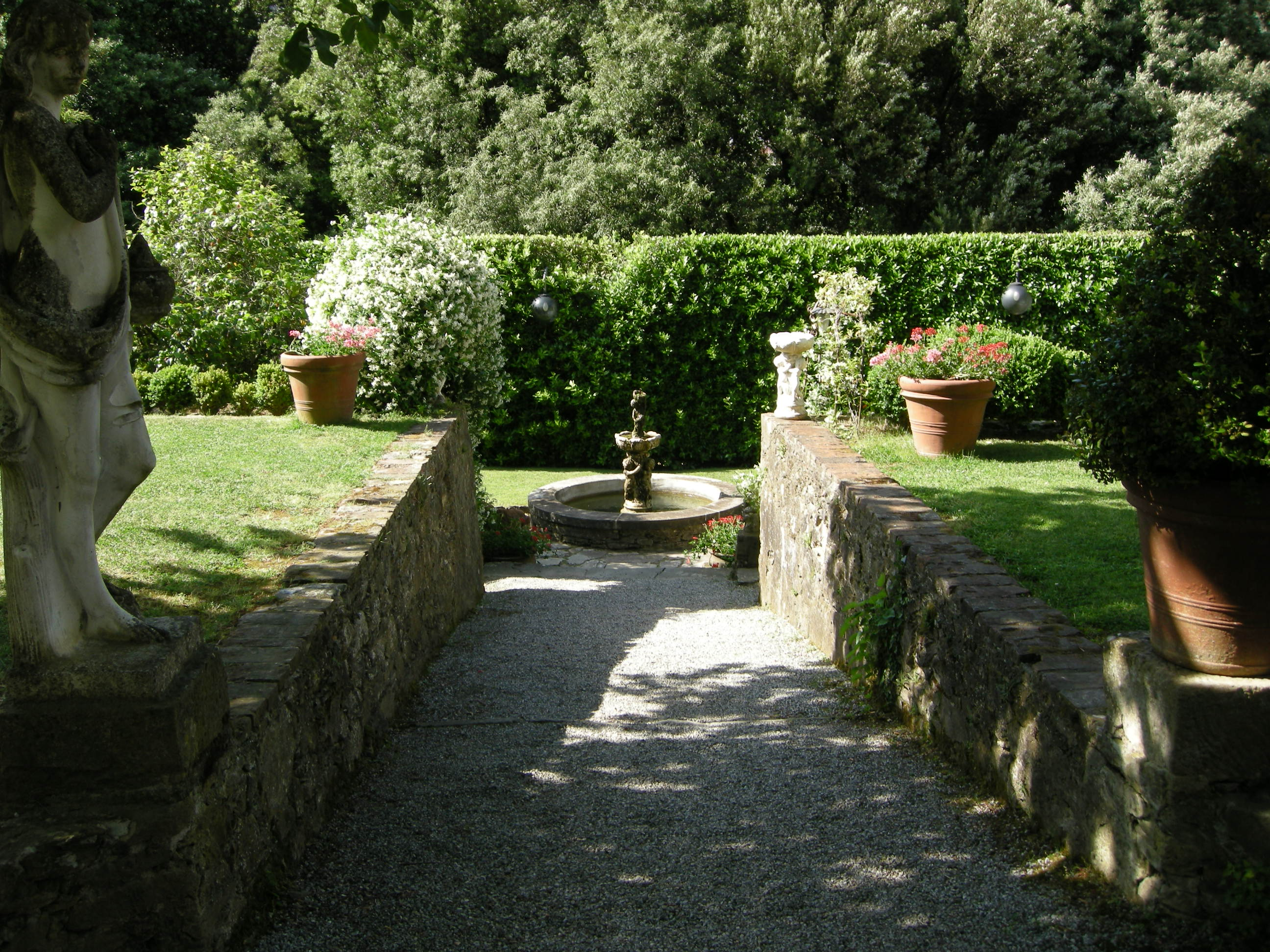
Le jardin.
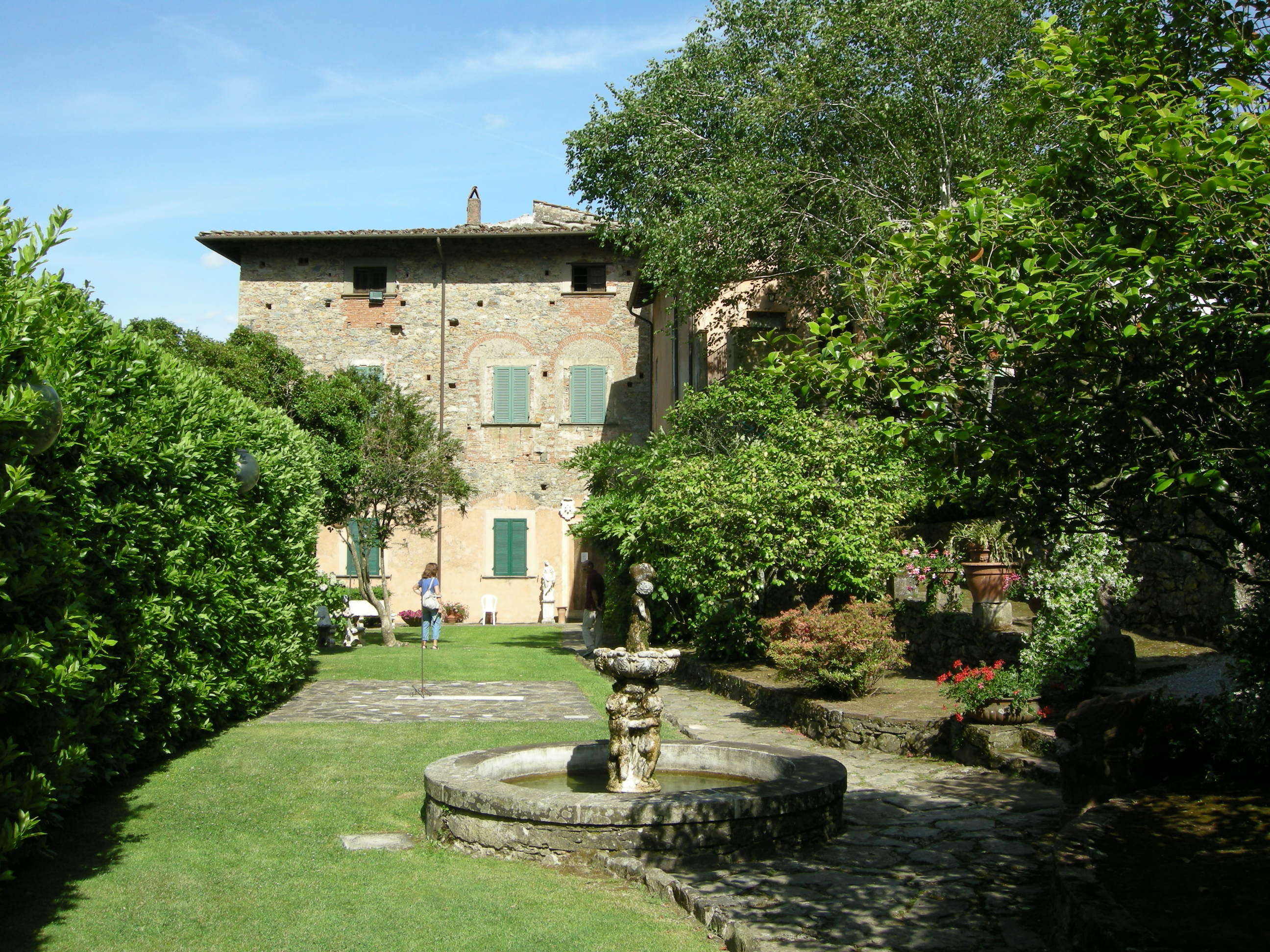
Le parc.
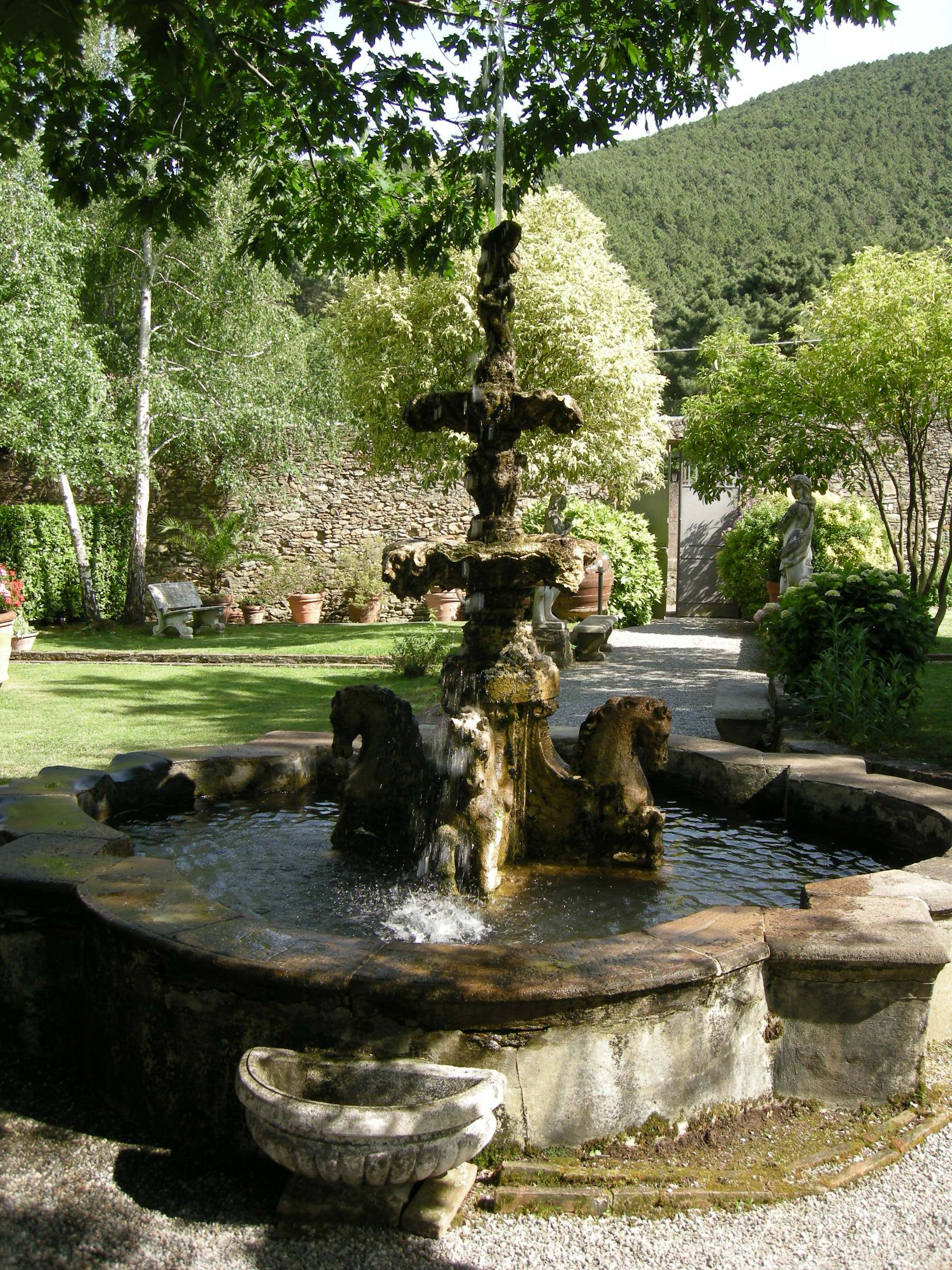
La fontaine.